# Berndt Gustafsson
Berndt Gunnar Edvin Gustafsson, född 30 maj 1920 i Rogberga församling, Jönköpings län, död 20 september 1975 i Rönninge, Stockholms län, var Sveriges förste religionssociolog. Han grundade Religionssociologiska Institutet i Stockholm 1962, och beskrev i ett flertal forskningsrapporter, böcker och artiklar det religiösa livets utveckling i Sverige.

## Biografi
Gustafsson var son till Edvin Gustafsson, banvakt och socialdemokratisk riksdagsman, och Anna, född Pettersson. Efter studentexamen i Jönköping studerade han vid Lunds universitet, där han också var redaktör för studenttidningen Lundagård 1945. Han tog examen som teologie kandidat 1945 och prästvigdes 1946 i Växjö domkyrka. Gustafsson blev teologie licentiat 1949 samt teologie doktor 1953 på avhandlingen Socialdemokratien och kyrkan 1881-1890. Samma år blev han filosofie licentiat i sociologi.
Gustafsson utnämndes till docent i kyrkohistoria vid Lunds universitet 1953. Forskningen som startat i kyrkohistoria vidgades snart till kyrkans roll i samhället samt olika religiösa yttringar. Till Religionssociologiska Institutet knöt han flera kunniga medarbetare, och lade grunden för svensk religionssociologisk forskning. Utöver författarskapet och forskningen var han en välkänd och uppskattad föreläsare runtom i landet, samt tjänstgjorde som lektor vid Bandhagens gymnasium 1963–1966.
Gustafsson samlade tillsammans med Gunnar Hillerdal in ögonvittnesskildringar av Jesusupplevelser i boken De såg och hörde Jesus (1973). Han samlade också in och utgav folkets egna böner i Svenska folkets böner (1970) samt Gud i folkets hjärta (1973).
Gustafsson var direktor för Svenska Kyrkans Centralråd från 1971. År 1975, samma år som Gustafsson avled, inrättades Sveriges första professur i religionssociologi. Berndt Gustafssons minnesfond inrättades efter hans död, för att främja religionssociologisk forskning.

### Familj
Berndt Gustafsson var bror till Anne-Marie Thunberg. Han gifte sig 1946 med Dagmar, född Westander, och var far till Gisela Håkansson, Stefan Westander och Birgitta Gustafsson.